# Henk Grol
Henk Grol, född den 14 april 1985 i Veendam, Nederländerna, är en nederländsk judoutövare.
Han tog OS-brons i herrarnas halv tungvikt i samband med de olympiska judotävlingarna 2008 i Peking.
Han tog OS-brons igen i herrarnas halv tungvikt i samband med de olympiska judotävlingarna 2012 i London.